# The Sweeney (film)
The Sweeney è un film del 2012 scritto e diretto da Nick Love.
La pellicola è l'adattamento cinematografico della serie televisiva britannica L'ispettore Regan andata in onda dal 1975 al 1978 (dal 1980 in Italia).

## Trama
(Tagline del film)
Un duro detective nella Squadra Mobile della Polizia metropolitana di Londra affronta i problemi di tutti i giorni con la criminalità.

## Produzione
La trasposizione cinematografica della serie Tv viene annunciata nel 2008 dalla DNA Films, quando viene ufficializzato il nome di Nick Love alla regia e come co-sceneggiatore insieme a Ian Kennedy Martin, ideatore e sceneggiatore della serie Tv originale.
Nel 2009 la Fox Searchlight Pictures annuncia che il progetto rimaneva in pausa, fino al luglio 2011, quando viene confermato il budget di 16 milioni di dollari.
Successivamente, nell'aprile 2011, viene dato il via libera definitivo al progetto con la conferma del protagonista Ray Winstone e del cantante Plan B (alias Ben Drew) nel ruolo di co-protagonista.
Lo show televisivo Top Gear ha registrato una scena d'inseguimento del film durante le riprese, mandandolo in onda nell'episodio 3 della diciottesima stagione (febbraio 2012).

### Budget
Il budget del film è di circa 16 milioni di dollari.

### Cast
- Nel 2009 in fase di pre-produzione viene ufficializzato il nome di Ray Winstone nei panni del protagonista Jack Regan[1].
- Ewan McGregor e Daniel Craig sono stati considerati per il ruolo di George Carter, andato infine a Ben Drew[1].
- Orlando Bloom e Tom Hardy erano stati avvicinati al progetto, ma nessuno dei due ne fece mai parte[1].
- Jeremy Clarkson era stato scelto per fare un cameo nel film, ma poi non se ne fece più nulla[4].

## Promozione
Il primo trailer del film viene pubblicato online il 3 maggio 2012.

## Distribuzione
La pellicola viene presentata al Festival del film Locarno il 1º agosto 2012.
La première avviene il 3 settembre 2012 all'Odeon Leicester Square di Londra, mentre il film viene distribuito nelle sale britanniche al partire dal 12 settembre.

## Riconoscimenti
- 2012 - British Independent Film Awards
  - Candidatura per la miglior produzione
- 2013 - Golden Trailer Awards
  - Candidatura per il miglior trailer d'azione straniero